# Сентрал-Сквер (Нью-Йорк)
Сентрал-Сквер (англ. Central Square) — селище (англ. village) в США, в окрузі Освіго штату Нью-Йорк. Населення — 1862 особи (2020).

## Географія
Сентрал-Сквер розташований за координатами 43°17′10″ пн. ш. 76°8′31″ зх. д. / 43.28611° пн. ш. 76.14194° зх. д. (43.285986, -76.141879).  За даними Бюро перепису населення США в 2010 році селище мало площу 4,94 км², уся площа — суходіл.

## Демографія
Згідно з переписом 2010 року, у селищі мешкало 1848 осіб у 838 домогосподарствах у складі 473 родин. Густота населення становила 374 особи/км².  Було 898 помешкань (182/км²).
Расовий склад населення:
| - 97,7 % — білих - 0,5 % — корінних американців - 0,5 % — азіатів - 0,1 % — чорних або афроамериканців |

До двох чи більше рас належало 1,1 %. Частка іспаномовних становила 1,2 % від усіх жителів.
За віковим діапазоном населення розподілялося таким чином: 22,6 % — особи молодші 18 років, 59,2 % — особи у віці 18—64 років, 18,2 % — особи у віці 65 років та старші. Медіана віку мешканця становила 42,3 року. На 100 осіб жіночої статі у селищі припадало 83,5 чоловіків;  на 100 жінок у віці від 18 років та старших — 79,9 чоловіків також старших 18 років.
Середній дохід на одне домашнє господарство  становив 59 123 долари США (медіана — 45 240), а середній дохід на одну сім'ю — 74 134 долари (медіана — 63 487). За межею бідності перебувало 14,7 % осіб, у тому числі 16,4 % дітей у віці до 18 років та 12,3 % осіб у віці 65 років та старших.
Цивільне працевлаштоване населення становило 805 осіб. Основні галузі зайнятості: роздрібна торгівля — 23,7 %, освіта, охорона здоров'я та соціальна допомога — 21,2 %, будівництво — 9,6 %, фінанси, страхування та нерухомість — 8,3 %.